# Sébastien Gouëzel
Sébastien Gouëzel est un mathématicien français, né le 20 novembre 1979.

## Biographie
Il obtient un doctorat à l'université Paris-Sud en 2004, sous la direction de Viviane Baladi, avec la thèse Vitesse sur la décorrélation et les théorèmes limites pour les applications non uniformément dilatantes.
Il était conférencier invité au Congrès international des mathématiciens à Rio de Janeiro en 2018, avec une conférence intitulée Ruelle resonances for pseudo-Anosov maps.
En 2019, il est lauréat du prix Brin pour ses travaux en théorie spectrale des opérateurs de transfert et les propriétés statistiques des systèmes dynamiques hyperboliques et des marches aléatoires sur des groupes hyperboliques.
Il est rédacteur en chef des Annales Henri Lebesgue pour la section "Probabilités et Statistiques".
Le 18 octobre 2022, l'Académie des sciences lui décerne le prix Madame-Victor-Noury[source insuffisante].

## Publications
- Sébastien Gouëzel, « Méthodes entropiques pour les convolutions de Bernoulli [d’après Hochman, Shmerkin, Breuillard, Varjú] », Séminaire Bourbaki, no 1142,‎ 70e année, 2017-2018 (lire en ligne, consulté le 8 décembre 2019).